# Abbyville
Abbyville è un comune (city) degli Stati Uniti d'America della contea di Reno nello Stato del Kansas. La popolazione era di 87 persone al censimento del 2010.

## Geografia fisica
Abbyville è situata a 37°58′14″N 98°12′14″W (37.970619, -98.203764).
Secondo lo United States Census Bureau, ha un'area totale di 0.19 miglia quadrate (0.49 km²).

## Storia
Abbyville era una stazione della Atchison, Topeka and Santa Fe Railway. La città prende il nome da Abby McLean, il primo bambino nato lì.
Il primo ufficio postale ad Abbyville è stato creato nel 1886, dopo che fu spostato da Salt Creek (una città oggi inesistente).

## Società

### Evoluzione demografica
Secondo il censimento del 2010, c'erano 87 persone.

### Etnie e minoranze straniere
Secondo il censimento del 2010, la composizione etnica della città era formata dal 96,6% di bianchi, l'1,1% di nativi americani, e il 2,3% di due o più etnie. Ispanici o latinos di qualunque razza erano l'1,1% della popolazione.